# Liste von Mühlen in der Sächsischen Schweiz

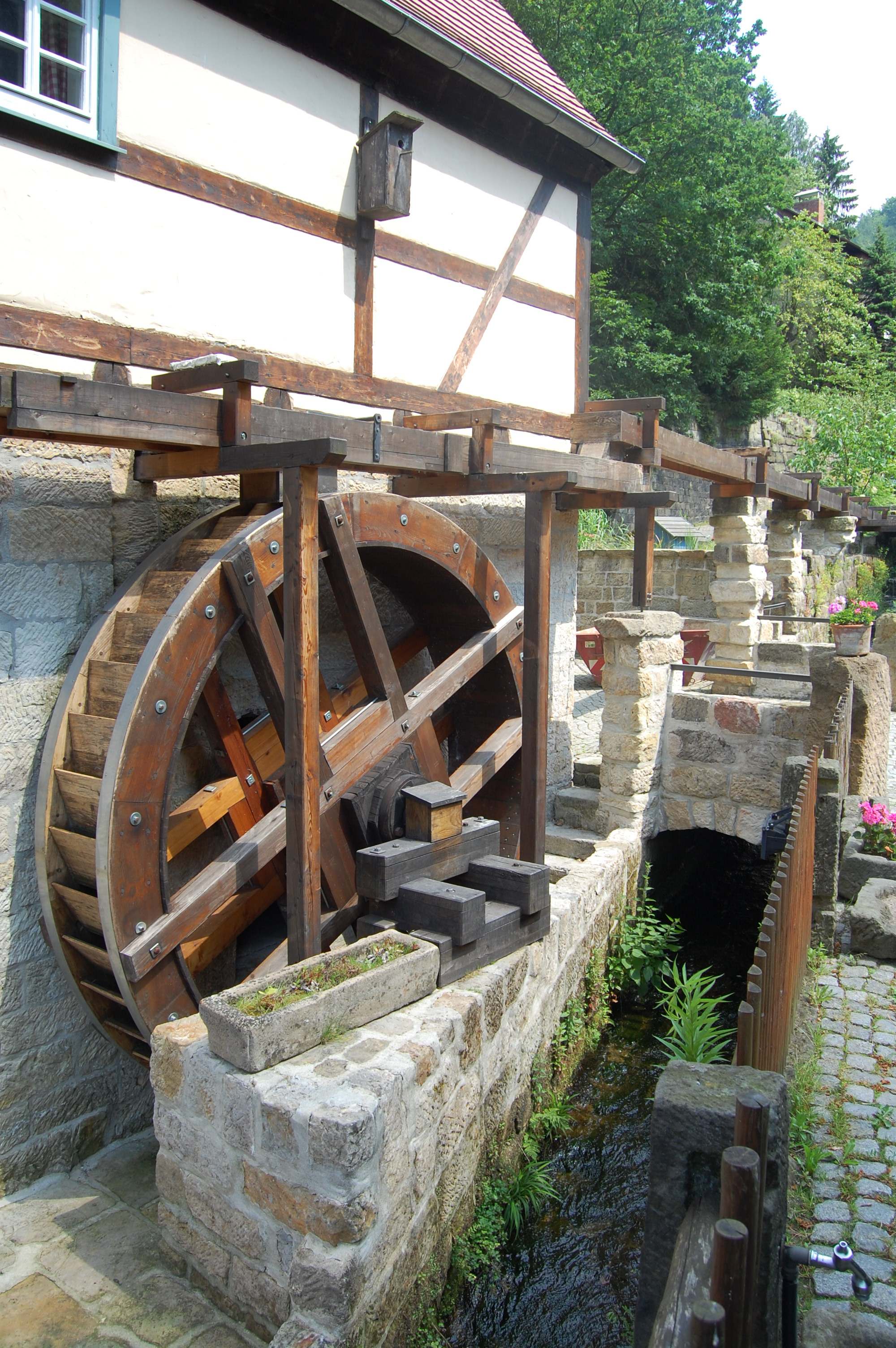
Schmilksche Mühle in der Sächsischen Schweiz

Die Liste von Mühlen in der Sächsischen Schweiz gibt eine Übersicht über die historischen Wassermühlen in den Tälern kleinerer Flüsse der  Sächsischen Schweiz, unabhängig davon, ob sie noch existieren oder bereits verfallen und abgerissen sind. Es wurden über 50 Mühlenstandorte erfasst. Zu den Wassermühlen entlang größerer Flüsse in der Sächsischen Schweiz siehe:
- Liste von Mühlen im Gottleuba- und Seidewitztal
- Liste von Mühlen im Polenz- und Sebnitztal
- Liste von Mühlen im Kirnitzschtal
- Liste von Mühlen im Wesenitztal

Bei Mühlen, die unter Denkmalschutz stehen, kann über die ID-Nummer der jeweilige Denkmaltext aus der sächsischen Denkmalliste aufgerufen werden. Die historische Bedeutung der Mühlen als Einzeldenkmale ergibt sich aus dem Denkmaltext des Landesamts für Denkmalpflege Sachsen. 

## Legende
- Bild: zeigt ein Bild der Mühle und gegebenenfalls zusätzlich einen Link zu weiteren Fotos im Medienarchiv Wikimedia Commons.
- Bezeichnung: Name der Mühle und gegebenenfalls Bauwerksname des Kulturdenkmals
- Lage: Ortsteil bzw. Gemarkung sowie Straßenname und Hausnummer. Der Link Karte führt zur Kartendarstellung.
- Datierung: gibt das Jahr der Fertigstellung oder den Zeitraum der Errichtung an.
- Beschreibung: Angabe baulicher und geschichtlicher Einzelheiten, von Denkmaleigenschaften sowie ehemaligen Besitzern oder Bewohnern der Mühle
- ID: Falls die Mühle ein Kulturdenkmal ist, ist hier die ID-Nr. des Landesamts für Denkmalpflege Sachsen angegeben. Ein ggf. vorhandenes Icon  führt zu den Angaben bei Wikidata.

## Liste von Mühlen in der Sächsischen Schweiz – Linkselbisches Gebiet
Die Liste enthält die Mühlen in den kleineren Tälern des linkselbischen Gebiets der Sächsischen Schweiz.
| Weitere Bilder                          | Gelobtbachmühle Schöna                       | Schöna 108b (Karte)                                         |                    | ehem. Gelobtbachmühle Schöna am Gelobtbach, jetzt Ferienhaus |                          |
| Weitere Bilder                          | Schiebmühle Schöna                           | Schöna (Karte)                                              |                    | ehem. Schiebmühle Schöna am Schiebbach, bis 1990 als Malzfabrik genutzt, 1997 abgerissen (wüst) |                          |
| Mühlen am Mühlgrundbach                 |                                              |                                                             |                    | |                          |
| Direkt Bild zu diesem Denkmal hochladen | Buschmühle Reinhardtsdorf                    | Reinhardtsdorf, Zur Buschmühle 37 (Karte)                   | 2. Hälfte 19. Jh.  | ehem. Buschmühle Reinhardtsdorf am Mühlgrundbach, jetzt Wohnhaus; Mühlengebäude, südliche Scheune und Wasserrad; Mühlengebäude Obergeschoss Fachwerk verbrettert, baugeschichtlich, ortsgeschichtlich und technikgeschichtlich von Bedeutung. | 09223584                 |
| Direkt Bild zu diesem Denkmal hochladen | Eidammühle Schöna                            | Schöna, Hauptstraße 81 (Karte)                              |                    | ehem. Eidammühle oder Mittelmühle am Mühlgrundbach, benannt nach dem Besitzer Karl Hermann Eidam, jetzt Wohnhaus und Pension. |                          |
| Direkt Bild zu diesem Denkmal hochladen | Rehnmühle Schöna                             | Schöna, Hirschgrund 82 (Karte)                              |                    | ehem. Rehnmühle Schöna am Mühlgrundbach, 1958 stillgelegt, 1988 abgebrochen (wüst) |                          |
| Direkt Bild zu diesem Denkmal hochladen | Fischermühle Reinhardtsdorf                  | Reinhardtsdorf. Hauptstraße 84 (Karte)                      |                    | ehem. Fischermühle Reinhardtsdorf, abgerissen (wüst), genaue Lage unklar |                          |
| Direkt Bild zu diesem Denkmal hochladen | Köhlermühle Schöna                           | Schöna, Hirschgrund 85 (Karte)                              |                    | ehem. Köhlermühle Schöna, jetzt Wohnhaus |                          |
| Direkt Bild zu diesem Denkmal hochladen | Mühle im Kuckuckswinkel Schöna               | Schöna, Hirschgrund 85b (Karte)                             |                    | ehem. Mühle im Kuckuckswinkel Schöna im Hirschgrund, jetzt Wohnhaus |                          |
| Direkt Bild zu diesem Denkmal hochladen | Rölligmühle Reinhardtsdorf                   | Reinhardtsdorf, Hirschgrund 40 (Karte)                      | 1871               | ehem. Obere Rölligmühle Reinhardtsdorf im Hirschgrund, Schneidemühle, bis in die 1930er Jahre in Betrieb |                          |
| Weitere Bilder                          | Niedermühle Hirschgrund Schöna               | Schöna, Hirschgrund 93 (Karte)                              | 1854               | ehem. Niedermühle Hirschgrund oder Untere Rölligmühle Schöna; ehem. Schneidemühle mit technischer Ausstattung und Wasserrad; ortsgeschichtlich bedeutendes Zeugnis eines holzverarbeitenden Betriebes in der Sächsischen Schweiz aus der Mitte des 19. Jahrhunderts und der erhaltenen technischen Ausstattung des frühen 20. Jahrhunderts sowie eines technikgeschichtlich bedeutenden acht Meter im Durchmesser fassenden Wasserrades, Seltenheitswert.                                      | 09306843                 |
| Weitere Bilder                          | Hirschmühle Reinhardtsdorf                   | Reinhardtsdorf, Hirschgrund 39 (Karte)                      | 1883               | ehem. Hirschmühle Reinhardtsdorf im Hirschgrund; 1902 abgebrannt, Neuaufbau als Schneidemühle. Wohnhaus und Maschinenhaus der ehemaligen Mühle; Wohnhaus zweigeschossiger Putzbau mit Fassadengliederung, schmiedeeiserner Balkon, baugeschichtlich und ortsgeschichtlich von Bedeutung. | 09223632                 |
| Mühlen am Krippenbach                   |                                              |                                                             |                    | |                          |
| Weitere Bilder                          | Königsmühle Maxdorf                          | Maxičky (Karte)                                             |                    | ehem. Königsmühle Maxdorf (Králův mlýn) am Krippenbach (Napajedla) in der Böhmischen Schweiz, Schneidemühle bis 1872, ab 1900 Gaststätte, nach 1945 abgerissen. | Wikidata-Objekt anzeigen |
| Weitere Bilder                          | Forstmühle Cunnersdorf                       | Cunnersdorf, Cunnersdorfer Straße 72 (Karte)                | 1828               | ehem. Forstmühle am Krippenbach; Mahl- und Sägemühle eines Forsthofes, dazu Scheune; ortsgeschichtlich von Bedeutung. | 09223536                 |
| Weitere Bilder                          | Rölligmühle Kleingießhübel                   | Kleingießhübel, Krippenstraße 35 (Karte)                    | 1800               | ehem. Rölligmühle Kleingießhübel am Krippenbach; urspr. eine Mahlmühle, ab 1812 auch als Brett-, Graupen-, Loh- und Ölmühle genutzt, später Gaststätte, Mühlenbetrieb bis 1969. Mühlenanwesen mit altem Mühlengebäude über winkligem Grundriss, nördlichem Wohn- und Wirtschaftsgebäude und westlichem neuen Mühlengebäude sowie Radkammer mit Wasserrad zwischen altem und neuem Mühlengebäude sowie Mühlgraben; baugeschichtlich, ortsgeschichtlich und technikgeschichtlich von Bedeutung.  | 09223667                 |
|                                         | Schinke-Mühle oder Heringmühle Krippen       | Krippen, Friedrich-Gottlob-Keller-Straße 84 (Karte)         | 1832               | ehem. Obere Mühle oder Schinke-Mühle Krippen am Krippenbach, jetzt Wohnhaus; 1813 als Mahl- und Lohmühle erbaut, später Sägewerk, 1973 stillgelegt. Wohnmühlenhaus mit Mühlrad und Mühlgraben, dazu Felsenkeller; Wohnmühlenhaus Obergeschoss teilweise massiv, teilweise Fachwerk verbrettert, baugeschichtlich und ortsgeschichtlich von Bedeutung. | 09224105                 |
| Weitere Bilder                          | Liethenmühle Kleinhennersdorf                | Kleinhennersdorf, Liethenhäuser 3 (Karte)                   | 1572               | ehem. Liethenmühle Kleinhennersdorf am Liethenbach, jetzt Waldgasthof und Pension; ehem. Mühlengebäude mit jüngerem Anbau; heute Gaststätte, Obergeschoss Fachwerk, baugeschichtlich und ortsgeschichtlich von Bedeutung. | 09224675                 |
| Weitere Bilder                          | Grundmühle Krippen                           | Krippen, Friedrich-Gottlob-Keller-Str. 69 (Karte)           |                    | ehem. Grundmühle oder Hintermühle Krippen am Krippenbach, ab 1800 Sandsteinsägewerk, später Ferienheim, jetzt Hotel Grundmühle. |                          |
| Direkt Bild zu diesem Denkmal hochladen | Mittelmühle Krippen                          | Krippen, Bächelweg (Karte)                                  |                    | ehem. Mittelmühle Krippen am Krippenbach, Mahl- und Schneidemühle, zeitweilige Arbeitsstätte von Friedrich Gottlob Keller (1816–1895), genaue Lage unklar. |                          |
| Weitere Bilder                          | Vordermühle Krippen                          | Krippen, Bächelweg 2 (Karte)                                | 1801               | ehem. Vordermühle oder Hofemühle Krippen am Krippenbach; Mahl- und Schneidemühle, 1947 stillgelegt. Mühlengebäude; Obergeschoss Fachwerk, Giebel verbrettert, baugeschichtlich und straßenbildprägend von Bedeutung. | 09224112                 |
| Mühlen am Cunnersdorfer Bach            |                                              |                                                             |                    | |                          |
| Direkt Bild zu diesem Denkmal hochladen | Obermühle Cunnersdorf                        | Cunnersdorf, Cunnersdorfer Straße (Karte)                   |                    | ehem. Obermühle Cunnersdorf (Viehbig) am Cunnersdorfer Bach, nach 1963 abgerissen (wüst) |                          |
|                                         | Mittelmühle Cunnersdorf                      | Cunnersdorf, Cunnersdorfer Straße 43a (Karte)               | 4. Viertel 19. Jh. | ehem. Mittelmühle Cunnersdorf am Cunnersdorfer Bach, jetzt Landbäckerei Schmidt; ehemalige Getreidemühle über winkelförmigem Grundriss; Mühlengebäude großer winkelförmiger Putzbau, ortsgeschichtlich von Bedeutung. | 09223525                 |
| Weitere Bilder                          | Schinkemühle Cunnersdorf                     | Cunnersdorf, Cunnersdorfer Straße 66 (Karte)                |                    | ehem. Schinkemühle oder Niedermühle Cunnersdorf am Cunnersdorfer Bach, Mahl- und Schneidemühle, später Sägewerk, 1991 stillgelegt. |                          |
| Weitere Bilder                          | Hüttenhofmühle Cunnersdorf                   | Cunnersdorf, Cunnersdorfer Straße 70 (Karte)                |                    | ehem. Hüttenhofmühle Cunnersdorf (auch Peschke-Mühle oder Protze-Mühle) am Cunnersdorfer Bach, 1963 stillgelegt, später abgerissen |                          |
| Mühlen an der Biela                     |                                              |                                                             |                    | |                          |
|                                         | Obermühle Eiland                             | Ostrov u Tisé 257 (Karte)                                   |                    | ehem. Obermühle Eiland (Ostrov u Tisé) an der Biela (Ostrovská Bělá) in der Böhmischen Schweiz, jetzt Wohnhaus, unter Denkmalschutz ÚSKP-Nr. 43214/5-3513. | Wikidata-Objekt anzeigen |
| Direkt Bild zu diesem Denkmal hochladen | Wormsmühle Rosenthal                         | Rosenthal, Ottomühle 17 (Karte)                             | um 1800            | ehem. Worms- oder Wurmsmühle an der Biela; Mühlengebäude; jetzt Wohnhaus, Obergeschoss Fachwerk verbrettert, baugeschichtlich und ortsgeschichtlich von Bedeutung. | 09223459                 |
| Weitere Bilder                          | Ottomühle Rosenthal                          | Rosenthal, Ottomühle 9 (Karte)                              | um 1910            | ehem. Ottomühle an der Biela; Wohnhaus mit Gaststätte, Wohnstallhaus, darunter befindlicher Mühlgraben und Mühlkanal östlich vom Wohnhaus; Wohnstallhaus Obergeschoss Fachwerk verputzt, Wohnhaus im Heimatstil, baugeschichtlich, ortsgeschichtlich und technikgeschichtlich von Bedeutung. | 09223458                 |
| Direkt Bild zu diesem Denkmal hochladen | Schweizermühle Rosenthal                     | Rosenthal, Schweizermühle 10 (Karte)                        |                    | ehem. Schweizermühle an der Biela, urspr. ein Hammerwerk, bis 1824 Oberhüttenmühle bzw. Geißler-Mühle genannt, 1874 abgerissen, 1889 Badehaus der ehem. Kaltwasseranstalt Schweizermühle errichtet. |                          |
| Weitere Bilder                          | Parisiusmühle oder Neumühle Rosenthal        | Rosenthal, Königsteiner Straße 1 (Karte)                    |                    | ehem. Parisiusmühle an der Biela, später Schneidemühle und Holzsägewerk Rosenthal-Schweizermühle Hans Parisius, jetzt Porzellanatelier Havekost und Wohnhaus. |                          |
| Weitere Bilder                          | Hammerhütte und Hochofen Brausenstein        | Hermsdorf, OT von Rosenthal-Bielatal, Talstraße (Karte)     | 1700               | ehem. Mühle Brausenstein an der Biela; Brennofen zur Eisengussherstellung; erneuert, Zeugnis der Produktionstechnik des Hammerhüttenwesens, produktionsgeschichtlich und technikgeschichtlich von Bedeutung. | 09224468                 |
| Direkt Bild zu diesem Denkmal hochladen | Brausensteiner Mühle                         | Reichstein, OT von Rosenthal-Bielatal, Talstraße 34 (Karte) |                    | ehem. Brausensteiner Mühle an der Biela, ab 1901 Walzenkunstmühle Brausenstein (Holzschliff-Fabrik). |                          |
| Weitere Bilder                          | Mühlen am Hammergut Neidberg                 | Reichstein, Talstraße 32a-c (Karte)                         |                    | urspr. Neidbergische Mühle, ehem. Mahl- und Sägemühle am Hammergut Neidberg an der Biela, später Sägewerk. |                          |
| Direkt Bild zu diesem Denkmal hochladen | Reichsteiner Mühle                           | Reichstein, Talstraße 31; 32 (Karte)                        | 1922               | ehem. Reichsteiner Mühle an der Biela, später Holzschleiferei; Wohnhaus (Nr. 32) und winkliges Mühlengebäude (Nr. 31) eines ehemaligen Mühlenanwesens; Wohnhaus Putzbau auf Sandsteinsockel, mit Altan und Balkon, Mühlengebäude Putzbau mit Sandsteingewänden, östlicher Gebäudeteil verbrettert, baugeschichtlich und ortsgeschichtlich von Bedeutung. | 09224448                 |
| Direkt Bild zu diesem Denkmal hochladen | Hermsdorfer Mühle                            | Hermsdorf, Talstraße 10 (Karte)                             | vor 1900           | ehem. Hermsdorfer Mühle an der Biela, später Säge- und Hobelwerk Bielatal, jetzt Paletten- und Sägewerk Bielatal; Wohnhaus eines ehem. Mühlengrundstücks, Mühlgraben mit Schütz und zwei Sägegatter eines Mühlenanwesens; Wohnhaus mit Einflüssen des Schweizerstils, baugeschichtlich und technikgeschichtlich von Bedeutung. | 09224458                 |
| Direkt Bild zu diesem Denkmal hochladen | Hofemühle Reichstein                         | Reichstein, Talstraße 7 (Karte)                             | 2. Hälfte 19. Jh.  | ehem. Hofemühle Reichstein an der Biela; Mühlentechnik einer ehem. Mühle; später Holzspundfabrik, technikgeschichtlich von Bedeutung. | 09224456                 |
|                                         | Leupoldishainer Mühle                        | Leupoldishain, Königsteiner Straße 24 (Karte)               | 1831               | ehem. Leupoldishainer Mühle am Leupoldishainer Bach; Wohnmühlenhaus; Obergeschoss Fachwerk, baugeschichtlich und ortsgeschichtlich von Bedeutung. | 09299665                 |
| Direkt Bild zu diesem Denkmal hochladen | Nikolsdorfer Mühle                           | Nikolsdorf, Königsteiner Straße 3 (Karte)                   |                    | ehem. Nikolsdorfer Mühle am Leupoldishainer Bach, Mahl- und Brettschneidemühle, genaue Lage unklar. |                          |
| Weitere Bilder                          | Papiermühle Hütten                           | Hütten, OT von Königstein, Bielatalstraße 95 (Karte)        | 4. Viertel 19. Jh. | ehem. Papiermühle Hütten an der Biela; Papierfabrik mit Produktionsgebäude an der Bielatalstraße und nördlich anschließendem ehemaligen Papiersaal (beide Hausnr. 93), dem Wohn-Verwaltungsgebäude mit reicher Ausstattung (Hausnr. 91), dem Eingangskomplex (darin ehemalige Tischlerei) sowie dem Transformatorenhäuschen (andere Straßenseite) und dem sich südlich der Anlage befindlichen Wehr; Ensemble von ortsgeschichtlicher, technikgeschichtlicher sowie städtebaulicher Bedeutung. | 09223018                 |
|                                         | Schinke-Mühle Hütten                         | Hütten, OT von Königstein, Bielatalstraße 96 (Karte)        | 1920er Jahre       | ehem. Schinke-Mühle an der Biela; Wohnhaus, zwei Nebengebäude der ehem. Sägemühle, zwei Torpfeiler und Hofpflaster; ortsgeschichtlich und wirtschaftsgeschichtlich von Bedeutung. | 09222984                 |
|                                         | Zeibigmühle oder Hamischmühle Hütten         | Hütten, OT von Königstein, Bielatalstraße 75; 75a (Karte)   | Mitte 19. Jh.      | ehem. Zeibigmühle oder Hamischmühle Königstein an der Biela; Getreidemühle mit Mühlengebäude aus zwei Bauteilen (Nr. 75a), angebautem eingeschossigem Torhaus, Wohn- und Kontorgebäude, z.T. mit originaler Ausstattung (Nr. 75) und rückwärtigem Kesselhaus mit Esse, im Mühlengebäude Reste der Mühlentechnik noch vorhanden (siehe auch Villa Zeibig, Bielatalstraße 92); baugeschichtlich, ortsgeschichtlich und technikgeschichtlich von Bedeutung.                                       | 09222979                 |
|                                         | Reicheltmühle Hütten                         | Hütten, OT von Königstein, Bielatalstraße 73a (Karte)       | 1786               | ehem. Reicheltmühle Königstein (auch Maukischmühle; Breydingmühle) an der Biela; Getreidemühle mit Mühlengebäude, sog. Gesindehaus, Wohnhaus des Müllers, Verbindungsgang zwischen Gesindehaus und Müllerwohnhaus sowie alte Pflasterung im Hof; Gesindehaus Obergeschoss Fachwerk verbrettert, Mühlengebäude im Schlussstein bez. 1786, baugeschichtlich und ortsgeschichtlich von Bedeutung.                                                                                                 | 09222972                 |
| Direkt Bild zu diesem Denkmal hochladen | Hofemühle Königstein                         | Königstein, Bielatalstraße 69 (Karte)                       |                    | ehem. Hofemühle Königstein an der Biela, abgerissen, jetzt Feuerwehrhaus. |                          |
| Direkt Bild zu diesem Denkmal hochladen | Ober- oder Hintermühle Königstein            | Königstein, Bielatalstraße 55 (Karte)                       |                    | ehem. Ober- oder Hintermühle Königstein an der Biela, Gebäude verfallen. |                          |
| Weitere Bilder                          | Bienermühle Königstein                       | Königstein, Mühlgasse 4; 6 (Karte)                          | um 1880            | ehem. Bienermühle Königstein an der Biela; U-förmiger Mühlenkomplex, bestehend aus älterem Gebäude mit Krüppelwalmdach, neuerem Werksgebäude mit Lisenengliederung, Verbindungsbau und separatem Wohnhaus (Nr. 6) sowie Schornstein, Nebengebäude (Nr. 4) und zwei Torbögen; wirtschaftsgeschichtlich, baugeschichtlich und ortsgeschichtlich von Bedeutung. | 09222843                 |
| Direkt Bild zu diesem Denkmal hochladen | Nieder- oder Brückmühle Königstein           | Königstein, Pirnaer Straße 1 (Karte)                        |                    | ehem. Nieder- oder Brückmühle Königstein an der Biela, abgerissen (wüst). |                          |
| Direkt Bild zu diesem Denkmal hochladen | Plappermühle Königstein                      | Königstein, Pfaffenberg 3 (Karte)                           |                    | ehem. Plappermühle an der Potatschke. |                          |
| Mühlen am Pehnabach und am Struppenbach |                                              |                                                             |                    | |                          |
| Direkt Bild zu diesem Denkmal hochladen | Obere Pehnamühle Thürmsdorf                  | Thürmsdorf, Pehnaberg 9 (Karte)                             | 1818               | ehem. Obere Pehnamühle oder Obermühle Thürmsdorf am Pehnabach (Behnebach); Wohnhaus und angebautes Nebengebäude einer ehemaligen Sägemühle, dazu Straßenpflasterung; lang gestrecktes Wohnhaus Obergeschoss Fachwerk, Korbbogentür bez, baugeschichtlich und ortsgeschichtlich von Bedeutung. | 09224696                 |
| Weitere Bilder                          | Rahmmühle oder Niedere Pehnamühle Thürmsdorf | Thürmsdorf, Pehnaberg 13 (Karte)                            | um 1900            | ehem. Rahms Mühle oder Niedere Pehnamühle Thürmsdorf am Pehnabach; Mühlentechnische Anlage der Rahmmühle; als funktionstüchtige und noch in Betrieb befindliche Anlage singulär im Gebiet, technikgeschichtlich von Bedeutung. | 09223924                 |
| Direkt Bild zu diesem Denkmal hochladen | Naundorfer Mühle                             | Naundorf (Karte)                                            |                    | ehem. Naundorfer Mühle, bestand in der Mitte des 19. Jh. |                          |
| Direkt Bild zu diesem Denkmal hochladen | Pötzschaer Mühle                             | Pötzscha, Obervogelgesanger Weg 26 (Karte)                  |                    | ehem. Pötzschaer Mühle, 1907 stillgelegt, jetzt Wohnhaus. |                          |
| Direkt Bild zu diesem Denkmal hochladen | Obermühle Struppen                           | Struppen, Hauptstraße 5 (Karte)                             |                    | ehem. Obermühle (auch Neumühle oder Hofemühle) Struppen am Struppenbach. |                          |
| Direkt Bild zu diesem Denkmal hochladen | Niedermühle Struppen                         | Struppen, Tal 1 (Karte)                                     | 2. Hälfte 19. Jh.  | ehem. Niedermühle Struppen oder Talmühle am Struppenbach; Alte Ziegelei; Winkelförmiges Wohnhaus, davor alte Sandsteinpflasterung; massives Gebäude mit Putznutung, Satteldach mit mehreren Dachhäuschen, bau- und ortsgeschichtlich von Bedeutung. | 09224334                 |
| Direkt Bild zu diesem Denkmal hochladen | Mühle in Niedervogelgesang                   | Niedervogelgesang 4 (Karte)                                 |                    | ehem. Mühle in Niedervogelgesang, verfallen (wüst). |                          |

## Liste von Mühlen in der Sächsischen Schweiz – Rechtselbisches Gebiet
Die Liste enthält die Mühlen in den kleineren Tälern des rechtselbischen Gebiets der Sächsischen Schweiz.
| Weitere Bilder                          | Schmilksche Mühle                | Schmilka 36 (Karte)                  | 1665 | ehem. Schmilksche Mühle am Ilmenbach; Mühlenkomplex mit mehreren Gebäudeteilen (das Wohnhaus ehem. mit Gaststätte), z.T. die Straße überbauend; baugeschichtlich, ortsgeschichtlich und straßenbildprägend von Bedeutung. | 09222316 |
| Mühlen am Grünbach                      |                                  |                                      |      | |          |
| Direkt Bild zu diesem Denkmal hochladen | Rathewalder Dorf- oder Obermühle | Rathewalde (Karte)                   |      | ehem. Rathewalder Dorf- oder Obermühle am Grünbach, im 19. Jh. abgebrochen (wüst), genaue Lage unklar. |          |
| Weitere Bilder                          | Rathewalder Mühle                | Rathewalde, Am Grünbach 6; 7 (Karte) | 1794 | ehem. Rathewalder Nieder- oder Lochmühle (auch Felsenmühle) am Grünbach; Wohnmühlenhaus, Rest der ehemaligen Schneidemühle und sogenannte »Bofe« (auch »Türmchen« genannt), das Gästehaus (Pension) »Waldesruh« sowie zwei Mühlsteine der Felsenmühle; baugeschichtlich, ortsgeschichtlich und technikgeschichtlich von Bedeutung. | 09254174 |
| Weitere Bilder                          | Rathener Mühle                   | Rathen, Mühlenweg 6 (Karte)          | 1794 | ehem. Rathener Mühle (auch Amselgrundmühle oder Böhmische Mühle) am Grünbach oder Amselgrundbach; Sägewerk eines ehem. Mühlenanwesen; zwei parallel zueinander stehende hölzerne Gebäude mit Verbinder, ortsgeschichtlich und technikgeschichtlich von Bedeutung.                                                                  | 09223877 |
| Direkt Bild zu diesem Denkmal hochladen | Sägemühle Posta                  | Posta, Grundstraße 8 (Karte)         |      | ehem. Mühle Posta am Kratzbach, bis 1933 Sägewerk Emil Wolf Posta, jetzt Wohnhaus; sowie weitere ehem. Postaer Mühlen im Mockethaler Grund. |          |

## Ausführliche Denkmaltexte
1. ↑  
Die Rathewalder Mühle war Mahl- und Schneidemühle, Schneidemühle: Erdgeschoss aus Sandsteinquadern, Dach abgerissen, jetzt Terrasse, Radkammer und Reste der Technik vorhanden. Wohnmühlenhaus: Obergeschoss Fachwerk, Giebel zum Teil verschiefert, korbbogiges Portal mit profiliertem Schlussstein (Müller-Wappen), an der Rückseite hölzerner Anbau mit Turm (sog. Bofe), stehende Gaupen. Pension: zweigeschossig, Obergeschoss Fachwerk, Krüppelwalmdach, zwei Mühlsteine an der Außenwand des einstigen Sägeschuppens.

## Landkarten-Archiv
- Messtischblatt Königstein 444 (1910) (abgerufen am 16. August 2025)